# Hollywood Park (Teksas)
Hollywood Park je gradić u američkoj saveznoj državi Teksas. Prema popisu stanovništva iz 2010. u njemu je živjelo 3.062 stanovnika.